# Allô allô monsieur l'ordinateur (chanson)
Pour l'album, voir Allô allô monsieur l'ordinateur.
Allô Allô monsieur l'ordinateur est une chanson écrite par Jean François Porry, chantée par Dorothée, titre phare de l'album du même nom, sorti en 1985.

## Récompense
La chanson reçoit un disque d'argent en 1985, pour 200 000 exemplaires vendus[réf. nécessaire].

## Thématique
Les paroles de la chanson, dans laquelle la chanteuse semble rechercher à travers un ordinateur un garçon qu'elle a rencontré dans la rue et dont elle est tombée amoureuse, peuvent être interprétées comme mettant en parallèle les sentiments humains amoureux face à la virtualité de l'ordinateur. Sortie en 1985, la chanson est contemporaine de l'arrivée en masse des premiers ordinateurs personnels (distincts de ceux du lieu de travail - cf. MacIntosh d'Apple), de la démocratisation du Minitel, sept ans avant l'apparition d'Internet, et du plan Informatique pour tous lancé en 1985.

## Popularité et postérité
Elle se classe au mieux à la 17e place du Top 50. 
En 2006, la chanson est remixée et sort en single.